# Аритметична прогресия
Аритметичната прогресия е числова редица, в която всеки член след първия се получава от своя предходен, като се прибави едно и също число. Числото, което се прибавя, се нарича разлика на прогресията и се означава с {\displaystyle d}. Съгласно тази дефиниция
{\displaystyle a_{2}=a_{1}+d,a_{3}=a_{2}+d,...,a_{n}=a_{n-1}+d,...}.
Една аритметична прогресия е определена, ако се знае първия ѝ член {\displaystyle a_{1}} и разликата {\displaystyle d}.

## Общ член на аритметична прогресия
Формулата за общия член на аритметична прогресия е
{\displaystyle \ a_{n}=a_{1}+(n-1)d}.

## Свойства на аритметичната прогресия
- Сборът от първия и последния член на крайна аритметична прогресия е равен на сбора на всяка двойка равноотдалечени от началото и края ѝ членове. Нека прогресията е

{\displaystyle \ a_{1},a_{2},a_{3},...,a_{n-1},a_{n}}.
Тогава
{\displaystyle \ a_{1}+a_{n}=a_{2}+a_{n-1}=...}.
- Всеки член на аритметичната прогресия

{\displaystyle \ a_{1},a_{2},...,a_{i-1},a_{i},a_{i+1},...,a_{n},...}
след първия е средно аритметичен на съседните си членове:
{\displaystyle \ 2a_{i}=a_{i-1}+a_{i+1}} за всяко {\displaystyle \ i\geq 2}.
- Обратно твърдение: Ако {\displaystyle \ a_{1},a_{2},...,a_{n},...} е числова редица, в която всеки член след първия е средно аритметичен на съседните си членове, тази редица е аритметична прогресия.

## Сума на първите n члена на аритметична прогресия
Да означим с Sn сумата на първите n члена на аритметичната прогресия
{\displaystyle a_{1},a_{2},...,a_{n},...}.
Тогава
{\displaystyle S_{n}={\frac {a_{1}+a_{n}}{2}}n}.
Като имаме предвид, че
{\displaystyle a_{n}=a_{1}+(n-1)d},
то
{\displaystyle S_{n}={\frac {2a_{1}+(n-1)d}{2}}n}.
Приложения
- Сумата на първите n естествени числа е

{\displaystyle 1+2+...+n={\frac {n+1}{2}}n}.
- Сумата от квадратите на първите n естествени числа е

{\displaystyle 1^{2}+2^{2}+...+n^{2}={\frac {n}{6}}(n+1)(2n+1)}.
- Сумата от кубовете на първите n естествени числа е

{\displaystyle \sum _{k=1}^{N}k^{3}=1^{3}+2^{3}+...+n^{3}={\frac {n^{2}(n+1)^{2}}{4}}=[{\frac {n(n+1)}{2}}]^{2}}